# Route nationale 14 (Vietnam)
Pour les articles homonymes, voir Route nationale 14.
La route nationale 14 (vietnamien : Quốc lộ 14, sigle QL.14) est une route nationale au Viêt Nam.

## Parcours
La route nationale 14 fait 980 km de long, elle relie les provinces des hauts plateaux du centre au centre-nord et au sud-est. 
C'est la deuxième plus longue route nationale du Vietnam, après la . La route nationale 14 fait partie de la route Hô Chi Minh.
La route nationale 14 traverse 8 provinces:Gia Lai, Quảng Trị, Thừa Thiên-Huế, Quảng Nam, Kon Tum, Đắk Lắk, Đắk Nông, Bình Phước.